# Creu de terme (Palau-sator)
La Creu de terme és una obra gòtica de Palau-sator (Baix Empordà) inclosa a l'Inventari del Patrimoni Arquitectònic de Catalunya.

## Descripció
L'element es troba a l'interior del cementiri de Palau-sator, a la dreta de l'església de Sant Pere. Es tracta d'una creu de terme situada damunt d'un pòdium de construcció moderna, de secció hexagonal i d'aproximadament un metre d'altura, fet de maó arrebossat. La base de la creu, de pedra granítica, és de secció circular, amb tres cossos decreixents. La creu, de braços pràcticament iguals, presenta a la banda de migdia un relleu amb la Mare de Déu, molt erosionada, i Jesús crucificat a la banda nord.

## Història
La creu de terme del cementiri de Palau-sator és un element del segle xvi.